# آیچ (رود)
آیچ (به آلمانی: Aich) یک رود در آلمان است که در بادن-وورتمبرگ واقع شده‌است.